# Franciszek Brzezicki
Franciszek Brzezicki (ur. 4 września 1924 w Żytomierzu, zm. 4 sierpnia 2017 tamże) – więzień obozu koncentracyjnego na Majdanku Lublin (KL), uczestnik II wojny światowej.

## Życiorys
Franciszek Brzezicki, syn Karla, urodził się 4 września 1924 r. w Żytomierzu (w dzielnicy Malowanka) w polskiej rodzinie robotniczej. Jako dziecko przeżył głód w 1933 roku. W roku 1938 stracił rodzinę (ojca, matkę, siostry): ojciec został rozstrzelany, matkę deportowano na Syberię. Nie chcąc trafić do sierocińca uciekł i ukrywał się. Później znajomi ojca pomogli mu w znalezieniu pracy w piekarni.
W okresie okupacji Franciszek, wspólnie ze swoimi przyjaciółmi, utworzył w Żytomierzu podziemną młodzieżową organizację antyfaszystowską, która później dołączyła do żytomierskiego podziemia, pod kierownictwem Grzegorza Szeluszkowa. W Żytomierzu stacjonowała słowacka dywizja, która strzegła mostów i składów wojskowych, nie uczestnicząc w akcjach zbrojnych i represjach. Franciszek nawiązał kontakt ze Słowakami, wprowadzając ich do podziemia. Pod koniec 1942 roku został aresztowany przez Gestapo. Podczas przesłuchań milczał, nie ujawnił żadnych informacji, mimo że znał całe kierownictwo. Zamknięto go w celi śmierci, ale wyrok zamieniono na pobyt w obozie koncentracyjnym. Trafił na Majdanek koło Lublina (na terytorium okupowanej Polski) Lublin (KL).
Franciszek Brzezicki przybył na Majdanek 13 lutego 1943 roku (tylko siedem osób spośród 1240 wysłanych wówczas na Majdanek wróciło po wojnie do Żytomierza). Udało mu się przetrwać w tym piekle ponad rok, kilka razu cudem unikając śmierci. W kwietniu 1944 roku został przeniesiony do obozu koncentracyjnego Groß-Rosen (wówczas było to terytorium Niemiec), a następnie do obozu Leitmeritz Litomierzyce (na terenie okupowanych Czech). Przeszedł przez wszystkie zakątki piekła, przybywał w nieludzkich warunkach, przeżył dzięki mocnemu charakterowi, pomocy współwięźniów, ideologicznym przekonaniom oraz głębokiej wierze w Boga.
8 maja 1945 roku obóz, w którym przebywał, został wyzwolony przez wojska sowieckie. Kilka dni później Franciszek Brzezicki został powołany do wojska radzieckiego, trafił do pułku rezerwowego, który stacjonował w Dreźnie. Później służył w wojsku w Kowlu. Po wojnie Franciszek Brzezicki, członek radzieckiego podziemia, który kontynuował walkę ze znienawidzonym wrogiem na Majdanku, jako konspirator w szeregach polskiej Armii Krajowej, został aresztowany przez SMIERSZ Smiersz. Jednak uciekł z więzienia i przez cztery lata mieszkał nielegalnie w Żytomierzu. W 1950 roku ponownie został aresztowany. Bez żadnego postępowania sądowego skazano go na 10 lat pobytu w obozie w Omsku. Przebywał tam w więzieniu ponad 5 lat. W roku 1955, po śmierci Stalina, został uwolniony i zrehabilitowany.
Mimo trudnych prób, jakie były jego udziałem, F. Brzezicki pozostał człowiekiem honoru. Po powrocie do Żytomierza pracował jako budowniczy, kontynuując dzieło swego dziadka i ojca. Przed przejściem na emeryturę kierował zespołem budowlanym i montażowym, ciesząc się zasłużonym autorytetem.

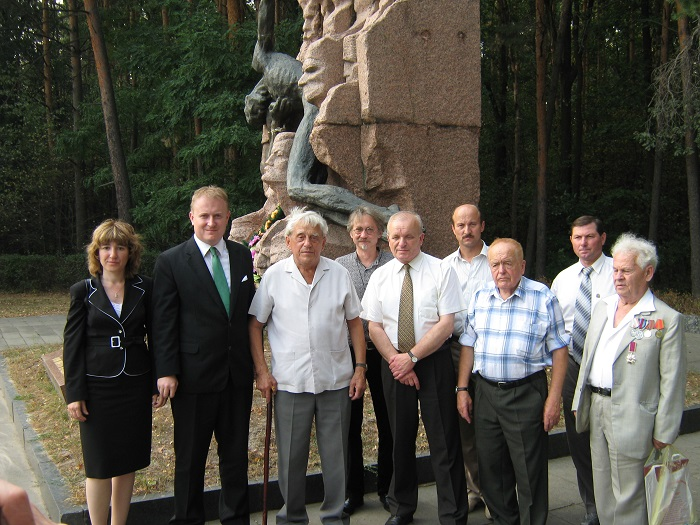
Przy Pomniku Ofiar Faszyzmu na Bohunii

„Pan Franciszek”, tak nazywano go w Polsce, w 2002 roku spełnił złożoną wcześniej obietnicę: przywiózł do Żytomierza urnę z prochami ofiar Majdanka. W Dniu Smutku i Uczczenia Pamięci Ofiar Reżimów Nazistowskiego i Komunistycznego, 22 czerwca urna została uroczyście złożona u stóp Pomnika Ofiar Faszyzmu na Bohunii (dzielnica Żytomierza). W tym miejscu podczas niemieckiej okupacji mieścił się lokalny obóz jeńców radzieckich – Stalag 358. Podczas uroczystego spotkania pan Franciszek powiedział: „Teraz ich dusze już się uspokoją”. Jak mówił, żył po to, aby Majdanek nigdy się nie powtórzył.
Często podczas spotkań z młodzieżą pan Franciszek żartował z goryczą: „Ukończyłem dwie akademie – jedną, w której rektorem był Hitler, i drugą, w której rektorem był Stalin”. Dużo opowiadał o pobycie w Gestapo, w obozie śmierci na Majdanku, i w obozie w Omsku. Nie było to łatwe, bo wszystko to leżało mu głęboko na sercu. Z przyjemnością zaś wspominał ludzi odważnych i życzliwych, których spotykał na swej drodze życiowej. Szczególnie dziękował Słowakom, których jednostki wojskowe były w Żytomierzu podczas wojny. Jednym z nich był kapitan Jan Nałepka, który pośmiertnie otrzymał tytuł Bohatera Związku Radzieckiego.
Pan Franciszek aktywnie współpracował z Domem Polskim w Żytomierzu, Studenckim Klubem Polskim. Przez około 20 lat był członkiem Stowarzyszenia Weteranów Wojska Polskiego Żytomierszczyzny.
Postać Franciszka Brzezickiego znana jest w całej Ukrainie i poza jej granicami. Wspomnienia o nim znajdują się w Muzeum na Majdanku, wspomina o nim w swej książce „Majdanek” były więzień tego obozu Józef

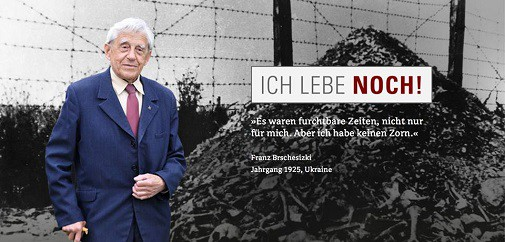
W centrum stolicy Niemiec ustawiono duże stoisko ze zdjęciem pana Franciszka, opatrzone napisem w języku niemieckim: „Nadal żyję!”

Marszałek. W 2011 roku żytomierski dziennikarz Aleksander Gucaluk wydał książkę pt. „Ostatnia wojna”, która opowiada o życiu pana Franciszka. W grudniu 2015 roku kanclerz Niemiec Angela Merkel osobiście zaprosiła pana Brzezickiego na spotkanie do Berlina. W centrum stolicy Niemiec ustawiono duże stoisko ze zdjęciem pana Franciszka, opatrzone napisem w języku niemieckim: „Nadal żyję!”. W Żytomierzu również umieszczone było stoisko z napisem: „Żywa legenda”.
Franciszek Brzezicki został uhonorowany wysokimi polskimi odznaczeniami państwowymi – odznaką „Weteran Walk o Wolność i Niepodległość Ojczyzny”, „Krzyżem Zesłańców Sybiru” Krzyż Zesłańców Sybiru, Medalem „Pro Memoria” Medal „Pro Memoria”. Ukraina przyznała mu „Order Za Odwagę” III stopnia, „Medal 50-lecia Zwycięstwa w Wielkiej Wojnie Ojczyźnianej 1941–1945” i inne.
Franciszek Brzezicki zmarł 4 sierpnia 2017 roku w Żytomierzu. Pochowany został na miejscowym cmentarzu „Drużba”, obok swojej żony.
W dniu 30 listopada 2019 roku uroczyście odsłonięto tablicę pamiątkową poświęconą Franciszkowi Brzezickiemu. Inicjatorem odsłonięcia tablicy jest organizacja społeczna „Studencki Klub Polski” w Żytomierzu przy wsparciu Fundacji
„Pomoc Polakom na Wschodzie”.

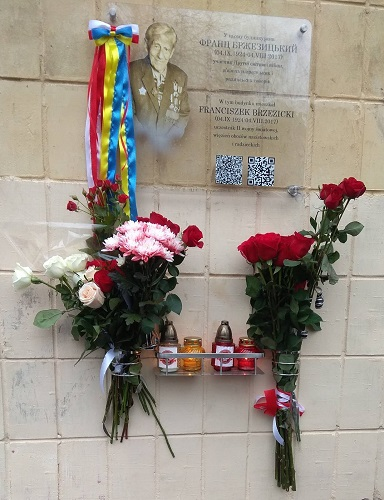
Tablica pamęci Franciszka Brzezickiego

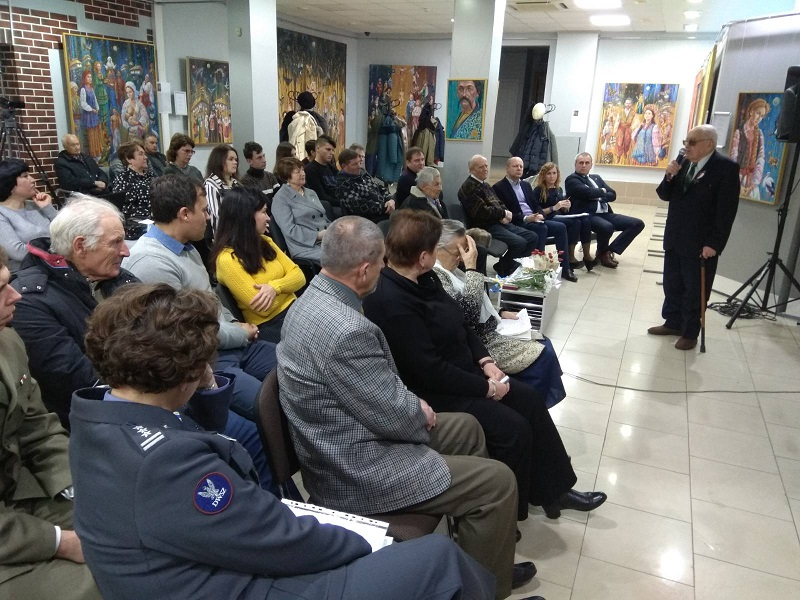
Wieczór pamięci Franciszka Brzezickiego. Występ Prezesa weterańskiej organizacji Zygmunta Wengłowskiego.

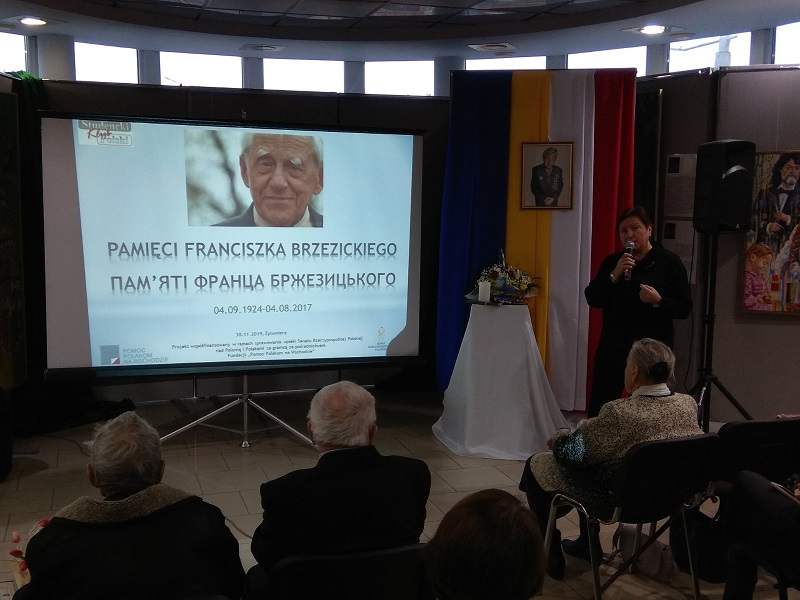
Вечір пам’яті пана Франца Бржезицького

- Гуцалюк О.О. Остання війна: докум. повість / О. О. Гуцалюк. – Житомир: Полісся, 2011. – 228 с. – ISBN 978-966-655-581-9.
- Бездітко А. Застереження правдою / А. Бездітко // Місто. – 2008. – 10 квіт. (№ 15). – С. 5. – (11 квітня – Міжнародний день визволення в'язнів фашистських концтаборів).
- Бездітко А. Перемагають Бог і правда. Так було. Так є понині: [Франц Бржезицький] / А. Бездітко // Місто. – 2017. – 12 трав. (№ 19). – С. 2.
- Бездітко А. Ще багато приємних «споткань» Вам, пане Францішеку!: Франц Брежицький – єдиний живий в'язень «Майданека» на Україну і Польщу / А. Бездітко // Місто. – 2016. – 8 квіт. (№ 14). – С. 7.
- Бондаревич М. Жертви «Майданека» спочили у рідній землі / М. Бондаревич // Місто. – 2002. – 27 черв.
- Бржезицький Ф. Розповідь очевидця / Ф. Бржезицький ; записав А. Бездітко // Місто. – 2008. – 25 верес. (№ 39). – С. 5.
- Бржезицький Ф. Шаную вас, брати–словаки / Ф. Бржезицький // Житомирщина. – 2002. – 13 серп.
- Бржезицький Ф. К. Борг Франца Бржезицького: колишній в'язень «Майданека» має його перед родинами Бутовичів і Кирилюків / Ф. К. Бржезицький ; записав А. Бездітко // Місто. – 2009. – 9 квіт. (№ 15). – С. 6.
- Бычковская Л. Узнику «Майданека» – 90 / Л. Бычковская // Эхо. – 2014. – 11-17 сент. (№ 37). – С. 1.
- Бычковская Л. Франц Бржезицкий: «На территории концлагеря не было ни одного кустика, ни одной травинки – мы все съедали» / Л. Бычковская // Эхо. – 2014. – 2-8 окт. (№ 40). – С. 12.
- Бычковская Л. Франц Бржезицкий: «На территории концлагеря не было ни одного кустика, ни одной травинки – мы все съедали» / Л. Бычковская //Факты и комментарии. – 2014. – 9 окт. (№ 182). – С. 12. – (Взгляд в прошлое).
- Гуцалюк О. Окупований Житомир: міфи і реальність. Чужі стали братами / О. Гуцалюк // Місто. – 2015. – 13 берез. (№ 10). – С. 7. – (70-й річниці Перемоги над нацистською Німеччиною присвячується).
- Гуцалюк О. «Остання жива сторінка історії»: 4 вересня Ф. К. Бржезицькому виповнилось 92 роки / О. Гуцалюк // Місто. – 2016. – 9 верес. (№ 36). – С. 7. – (Наші земляки).
- Киричанский В. Комбатанты / В. Киричанский // Эхо. – 2010. – 23-29 сент. (№ 38). – С. 7-8. – (День партизанской славы).
- Киричанский В. «Последний живой листок истории» / В. Киричанский // Эхо. – 2001. – 3 мая (№ 18). – С. 11-12.
- Киричанский В. Звонок из Майданека / В. Киричанский // Эхо. – 2009. – 16-22 апр. (№ 16). – С. 8.
- Киричанський В. «Живий аркуш історії» / В. Киричанський // Житомирщина. – 2004. – 4 верес.
- Радчук В. Служитель честі, адвокат правди і взірець гідності: [помер Ф. К. Бржезицький] / В. Радчук // Місто. – 2017. – 11 серп. (№ 32). – С. 2.
- Руденький Д. Франц Бржезицький: «Я дуже люблю Житомир, і коли мені довелось робити вибір, я надав перевагу нашому місту» / Д. Руденький // Місто. – 2014. – 18 квіт. (№ 15). – С. 3.
- Степовий В. Пішла з життя добра людина: [Ф. К. Бржезицький: некролог] / В. Степовий // Житомирщина. – 2017. – 11 серп. (№ 58). – С. 10.
- Стецюк Р. Там, де й досі плаче каміння / Р. Стецюк // Кожному мила своя сторона: краєзн. нариси про видат. людей, минуле Житомирщини, обряди і звичаї населення краю. Ч. 2 / Асоц. інтелігенції Житомир. обл.; упоряд. Л. І. Бондарчук, Л. С. Демченко. – Київ: Аверс, 1998. – С. 176–183.
- Шпак В. Заколотник-сталініст чи герой-партизан?: цього року минає 70 років з дня загибелі на Житомирщині словака Яна Налепки / В. Шпак // Урядовий кур'єр. – 2013. – 6 лют. (№ 24). – С. 20.Penderec
- Tablica ku czci Franciszka Brzezickiego http://skpz.org.ua/about_projects.php?id=361&cat=3[1]
- На Новому бульварі у Житомирі відкрили меморіальну дошку Францу Бржезицькому[2]

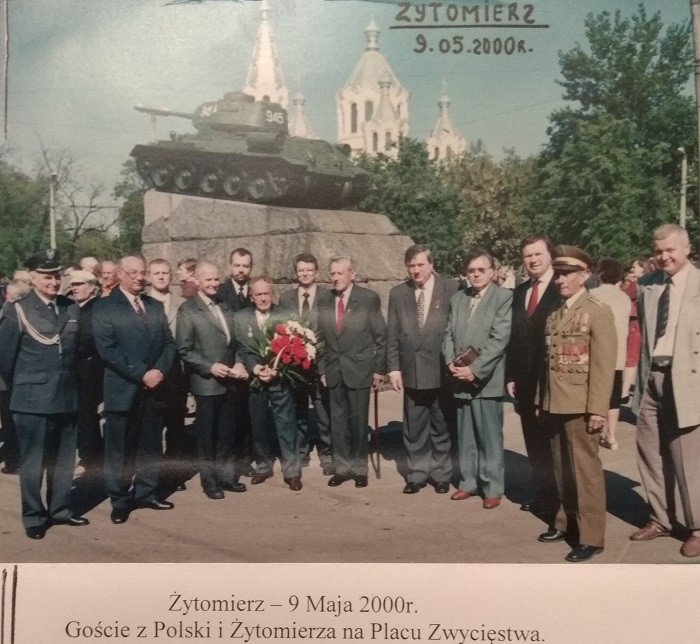
Przyjazd do Żytomierza Kierownika Urzędu ds Kombatantów RP – J.Taylora

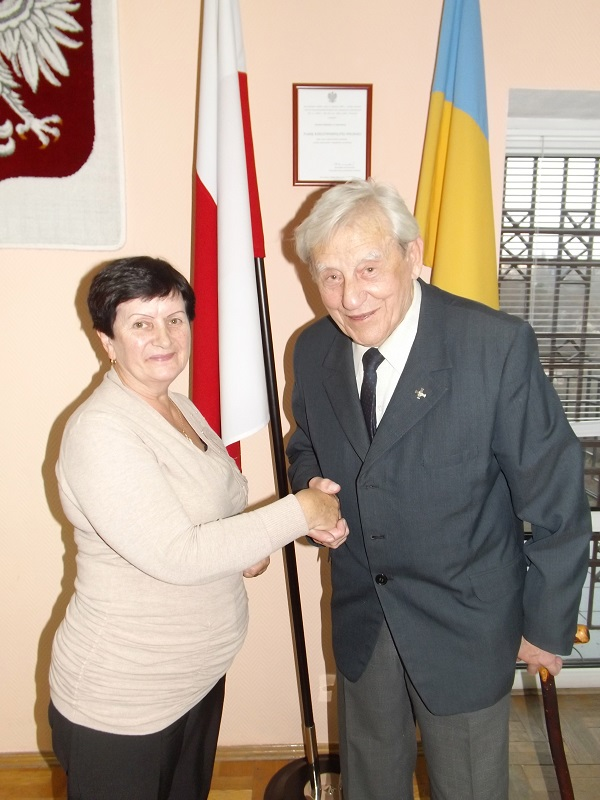
W Domu Polskim w Żytomierzu